# Cleomella palmeriana
Cleomella palmeriana là một loài thực vật có hoa trong họ Màng màng. Loài này được M.E.Jones mô tả khoa học đầu tiên năm 1891.